# Polyerata
Genre
Polyerata est un genre d'oiseaux de la famille des Trochilidae.

## Liste des espèces
Selon le Congrès ornithologique international (ordre phylogénique), il comporte trois espèces :
- Polyerata amabilis – Ariane aimable
- Polyerata decora – Ariane charmante
- Polyerata rosenbergi – Ariane de Rosenberg